# Manius Curius Dentatus
Manius Curius Dentatus († 270 v. Chr.) war ein römischer Konsul und Heerführer. Er ist insbesondere bekannt durch seine Rolle bei der Beendigung des Pyrrhischen Krieges.
Dentatus stammte aus einem plebejischen Geschlecht und vertrat als Volkstribun erfolgreich die Sache seines Standes gegen den patrizischen Interrex Appius Claudius Caecus, der die Wahl eines plebejischen Konsuls zu hintertreiben versuchte. Als Konsul beendete Dentatus 290 v. Chr. den Dritten Samnitenkrieg und unterwarf die Sabiner. Als von dem eroberten Land ein Teil unter den römischen Bürgern aufgeteilt wurde, nahm er für sich nicht mehr als die sieben Jugera, die jeder Bürger erhielt, und bebaute sein Grundstück selbst als einfacher Landmann.
Vielleicht als Suffektkonsul des Jahres 284 v. Chr. vernichtete Dentatus die Senonen und gründete die Kolonie Sena Gallica. Im Jahr 275 v. Chr. wurde er zum zweiten (dritten?) Mal Konsul. In diesem Konsulat musste er zu Zwangsmaßnahmen greifen, um ein Heer aufstellen zu können. Mit diesem schlug er dann in der Schlacht bei Beneventum den König Pyrrhos. Auch 274 v. Chr. war er Konsul und kämpfte erfolgreich gegen die Samniten und Lukaner. 272 v. Chr. wurde er Zensor. In dieser Zeit begann er den Bau eines Aquädukts vom Anio nach Rom, der später Anio Vetus genannt wurde. Der Wasserfall Cascata delle Marmore bei Terni ist durch einen Kanal entstanden, den Dentatus zur Ableitung des versumpften Flusses Velinus anlegen ließ.